# Cécile Manorohanta
Cécile Marie Ange Dominique Manorohanta – madagaskarska polityk, minister obrony w latach 2007–2009, wicepremier i minister spraw wewnętrznych w 2009, premier Madagaskaru od 18 grudnia 2009 do 20 grudnia 2009. 

## Życiorys
Cécile Manorohanta od 27 października 2007 do 9 lutego 2009 zajmowała stanowisko ministra obrony w rządzie premiera Charlesa Rabemananjary. Była pierwszą kobietą w historii kraju na tym stanowisku. Zrezygnowała z urzędu w reakcji na brutalne stłumienie przez władze protestu opozycji, w którym zginęło ponad 20 osób. Przekazała moralne wsparcie rodzinom ofiar i stwierdziła, że „nie akceptuje przemocy” i w związku z tym „zdecydowała nie być dłużej członkiem tego rządu”. 
8 września 2009 została mianowana wicepremierem i ministrem spraw wewnętrznych w drugim rządzie Monji Roindefo, powołanym jednostronnie przez Andry Rajoelinę, pomimo postanowień wcześniejszego porozumienia mającego zakończyć kryzys polityczny na Madagaskarze. Stanowisko zachowała również w gabinecie premiera Eugène'a Mangalazy. 18 grudnia 2009, po odwołaniu przez Rajoelinę premiera Mangalazy, objęła stanowisko szefa rządu. Jednak już po dwóch dniach prezydent Rajoelina dokonał kolejnej zmiany na stanowisku premiera, powołując na ten urząd pułkownika Alberta Camille'a Vitala.